# گژگوش کوسوک
گژگوش کوسوک (انگلیسی: Grzegorz Kosok؛ زادهٔ ۲ مارس ۱۹۸۶) یک ورزشکار، و بازیکن والیبال اهل لهستان است.